# Mohammad Ali Hosseini
Mohammad Ali Hosseini (en persan: محمد علی حسینی) est un diplomate et homme politique iranien. Il a été vice-ministre des Affaires étrangères, vice-ministre des Affaires parlementaires, ainsi que porte-parole du ministère des Affaires étrangères de 2007 à 2010.